# COFRE (Conservem per al Futur Recursos Electrònics)
COFRE (COnservem per al Futur Recursos Electrònics) és el sistema de preservació digital de la Biblioteca de Catalunya, la institució pública responsable de recollir, conservar i difondre el patrimoni bibliogràfic de Catalunya i en català, i per extensió del patrimoni digital.

## Objectius
El COFRE té com a objectiu garantir la pervivència dels documents digitals fruit de la digitalització d'originals analògics i dels documents nascuts digitals, a Internet o en altres suports. Pel que fa a la gestió del DL de documents nascuts digitals, és objectiu del sistema comptar amb un mòdul específic que permetrà als productors/editors dispositar en línia els documents digitals en comptes de lliurar- los en DVD o USB com fins ara.
El COFRE permet:
- Gestió de continguts: control d'accés a diferents nivells; creació de diverses versions del document permetent guardar còpies en diversos formats; incorpora sistemes de càrrega de continguts.
- Gestió de metadades: el sistema permet mantenir diversos jocs de metadades i plantilles de càrrega amb valors de metadades predefinides.
- Gestió de rutines de conservació i preservació: incorpora rutines cícliques de comprovació de la signatura digital dels fitxers i d'infecció per virus; garanteix l'accés a les dades ara i en un futur.

## Història
El 2008 la Biblioteca de Catalunya va crear el Grup de Preservació Digital amb l'objectiu de dissenyar un repositori de preservació digital d'alta seguretat per a garantir la perdurabilitat dels objectes i continguts digitals dels seus dipòsits, i decideix desenvolupar un programari a mesura que és desenvolupat a partir de l'any 2010. El mateix any s'engega una prova pilot de càrrega i ús del sistema. A partir del 2011 el COFRE entra en ple funcionament.
Actualment (2013) conté més de 54.000 documents compostos per més de 14.000.000 de fitxers.

## Funcionament
Actualment, les càrregues de dades es realitzen a les instal·lacions de la Biblioteca de Catalunya, de manera que el flux de treball està molt simplificat.
La càrrega d'un document es pot fer de dos maneres:
1. Individual o
2. En volum, si tenen una estructura de carpetes niada d'un nivell.

En qualsevol dels dos casos el sistema obliga a seleccionar el contenidor on s'ubicaran els documents. Una vegada seleccionat el contenidor, el sistema presenta la pantalla de camps del document on només la metadada "títol" és obligatòria. En el moment de desar el document es pot també crear una versió.
Finalment, existeixen dues opcions per a la càrrega de fitxers:
1. Si ocupen menys de 2GB en total. es pot fer una càrrega directa des de qualsevol ubicació local dels fitxers.
2. Si ocupa més de 2GB en total, cal primer copiar- los en un espai intermedi i informar al sistema de la ubicació dels fitxers.

Una vegada carregats els fitxers el document ja està disponible per a la seva visualització en el sistema de preservació.

## Contingut
A nivell lògic global l'arquitectura està inspirada en el model de preservació OAIS (Open Archival Information System), marc de referència conceptual per a la preservació de la informació en format digital, amb l'objectiu de garantir la seva accessibilitat en el futur. Aquest marc determina, a grans trets, les funcions, responsabilitats i organització d'un sistema de preservació. A aquest model per, a la part de preservació, cal afegir les capes de servei específiques que la BC requereix.
A nivell d'aplicació, l'arquitectura del sistema es pot dividir en tres grans mòduls, segons les seves funcionalitats:
- Mòdus de càrrega de continguts.
- Mòduls de gestió de dades.
- Mòduls d'administració.[4]